# William Forsythe (danser)

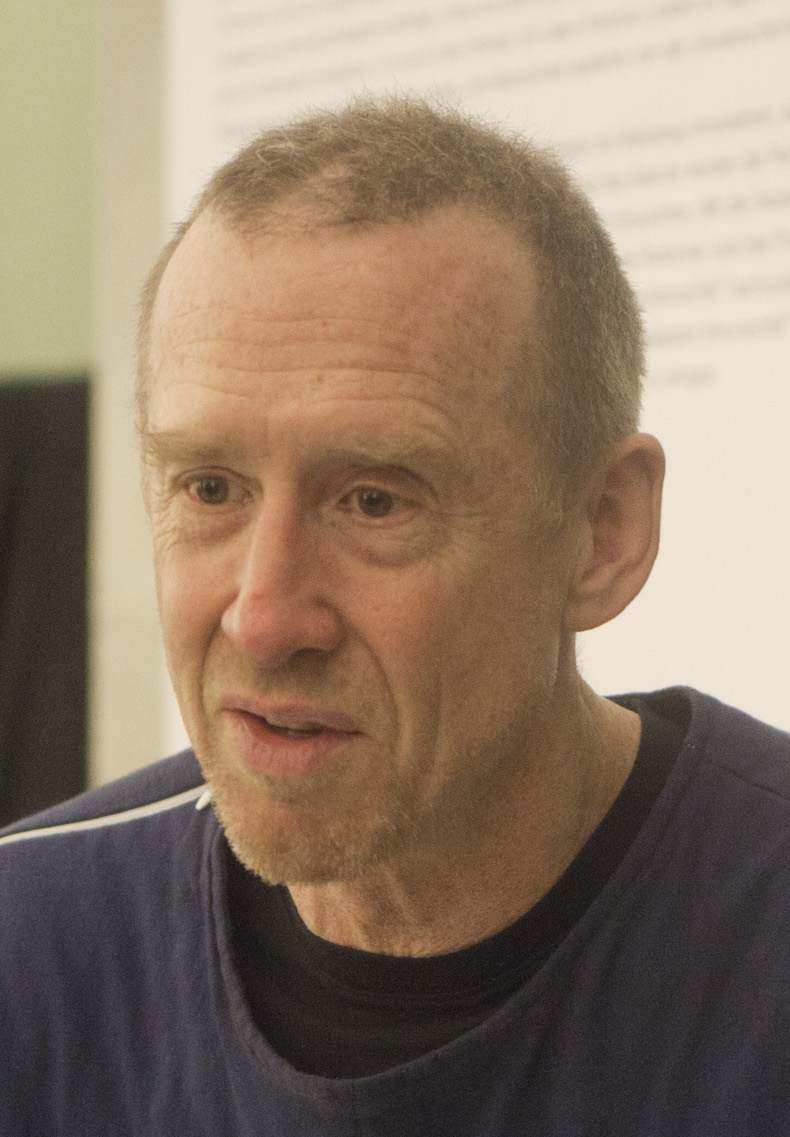
William Forsythe in 2012

William Forsythe (New York, 30 december 1949) is een Amerikaanse choreograaf en danser, die voornamelijk in Duitsland werkt. Als motto voor zijn werk hanteert hij de boeddhistische wijsheid 'Bewahre Dir das Nicht-Wissen' (behoudt het niet-weten). Zijn voorstelling van het perfecte theater komt daarvandaan en ziet er volgens hem als volgt uit: "Wanneer ik het theater binnen ga heb ik geen antwoorden, en wanneer ik eruit kom weet ik nog minder."

## Biografie
Forsythe werd geboren op 30 december 1949 in New York en groeide op als een groot fan van Fred Astaire. Hij studeerde klassieke en moderne dans aan de Jacksonville Universiteit in Florida en ging later naar de Joffrey Ballet School. Een grote invloed op zijn danspraktijk had Trisha Brown. In 1973 nam John Cranko hem mee naar Duitsland om bij het Stuttgarter Ballett te komen dansen. Na verscheidene jaren werd hij ook huischoreograaf. Eerst was hij danser, hierna koos hij voor het bestaan van choreograaf. In 1984 werd hij artistiek directeur van het Frankfurter Ballett. Verder was hij mentor dans van het Rolex Mentor and Protégé Arts Initiative en hij is een van de artistieke leiders en docent van het programma Dance Apprentice Network aCross Europe. Bovendien is hij erelid van het Laban Centre for Movement and Dance in Londen en heeft hij een eredoctoraat van de Juilliard School in New York.
Toen het Frankfurter Ballett was opgehouden te bestaan, richtte hij The Forsythe Company op, gevestigd in Stuttgart.

## Choreografie
Voelen is overbodig

Forsythe ontwierp een bewegingsstijl die complex en hoekig is – hiermee probeert hij de grenzen van wat fysiek coördineerbaar is, te overschrijden. Verder ziet hij dans niet als een emotioneel of psychologisch gezichtspunt, maar als een proces van abstractie. Hij ziet het als een vorm van denken, als een medium waarmee hij vorm kan construeren, analyseren en transformeren. Voor hij met een nieuwe choreografie begint, ontwricht hij eerst de academische dans en schendt de geldende esthetische regels. Hiermee wil hij in de kern van de zaken duiken en dan zo een opeenvolging van posities vinden die de dansers voor uitdagingen stellen, waarbij de dansers' natuurlijke dynamiek wordt verstoord en ze bijna uit hun balans raken.
Met zijn choreografieopvattingen heeft hij bijgedragen aan de belangrijkste internationale kunststromingen van onze tijd. Van performancekunst en visual art tot architectuur en interactieve multimedia.

## Motion Bank
Om choreografieën vast te leggen werkt Forsythe – samen met de Advanced Computing Center for the Arts and Design van de Ohio State University – aan de digitale bibliotheek Motion Bank, ondersteund door de Duitse cultuurfederatie (Bundeskulturstiftung).
Tevens heeft Forsythe in zijn testament laten opnemen dat zijn werk na zijn overlijden niet meer mag worden opgevoerd. Hij wijt dat verzoek aan de Duitse successiewet, waardoor de nabestaande van de nalatenschap financieel "niets meer overhoudt".

## Samenwerking
- Italiaanse Henzes Festival in Montepulciano
- Nederlands Dans Theater
- Deutsche Oper Berlin
- Joffrey Ballet
- Ballet de l’Opéra de Paris
- Basel Ballett
- München Ballett
- Kirov Ballet
- New York City Ballet
- San Francisco Ballet
- National Ballet of Canada
- Royal Ballet (Covent Garden)
- Koninklijk Ballet van Vlaanderen

## Prijzen
- Bessie Award 1988, 1998, 2004
- Laurence Olivier Award 1992, 1999
- Verdienstkreuz der Bundesrepublik Deutschland 1997
- Chevalier des Arts et Métiers 1997
- Ordre des Arts et des Lettres 1999
- Wexnerprijs 2002
- Duitse Tanzpreis 2004
- German Theatre Prize 2008

Bovendien werd Forsythe meerdere keren door internationale critici verkozen tot choreograaf van het jaar.

## Werken
- 1976 - Urlicht
- 1982 - Gänge
- 1984 - Artifact¨
- 1988 - Impressing the Czar
- 1990 - Limb's Theorem
- 1991 - The Loss of Small Detail
- 1992 - ALIE/NA©TION
- 1995 - Eidos: Telos
- 1999 - Endless House
- 2000 - Kammer/Kammer
- 2002 - Double/Single